# Het Volkshuis
Het Volkshuis, ookwel het Leidse Volkshuis genoemd, is een rijksmonumentaal volkshuisgebouw gelegen tussen de Haarlemmerstraat en de Apothekersdijk in de Nederlandse stad Leiden.
Het Volkshuis is van cultuurhistorische waarde wegens de rol die het volkshuis heeft gespeeld in de sociaal-culturele ontwikkeling van arbeiders en andere minder bemiddelde burgers in de periode van de 20-eeuwwisseling. Het pand is tevens van architectuurhistorische waarde wegens de Overgangsarchitectuur met Berlagiaanse en Art Nouveau elementen waarmee het gebouw ontworpen is en als kenmerkend ontwerp uit het oeuvre van W.C. Mulder. Tot slot is het pand stedebouwkundig van betekenis door de rol die het speelt in zowel de gevelwand aan de Apothekersdijk als de zuidelijke gevelwand van de Haarlemmerstraat.

## Geschiedenis

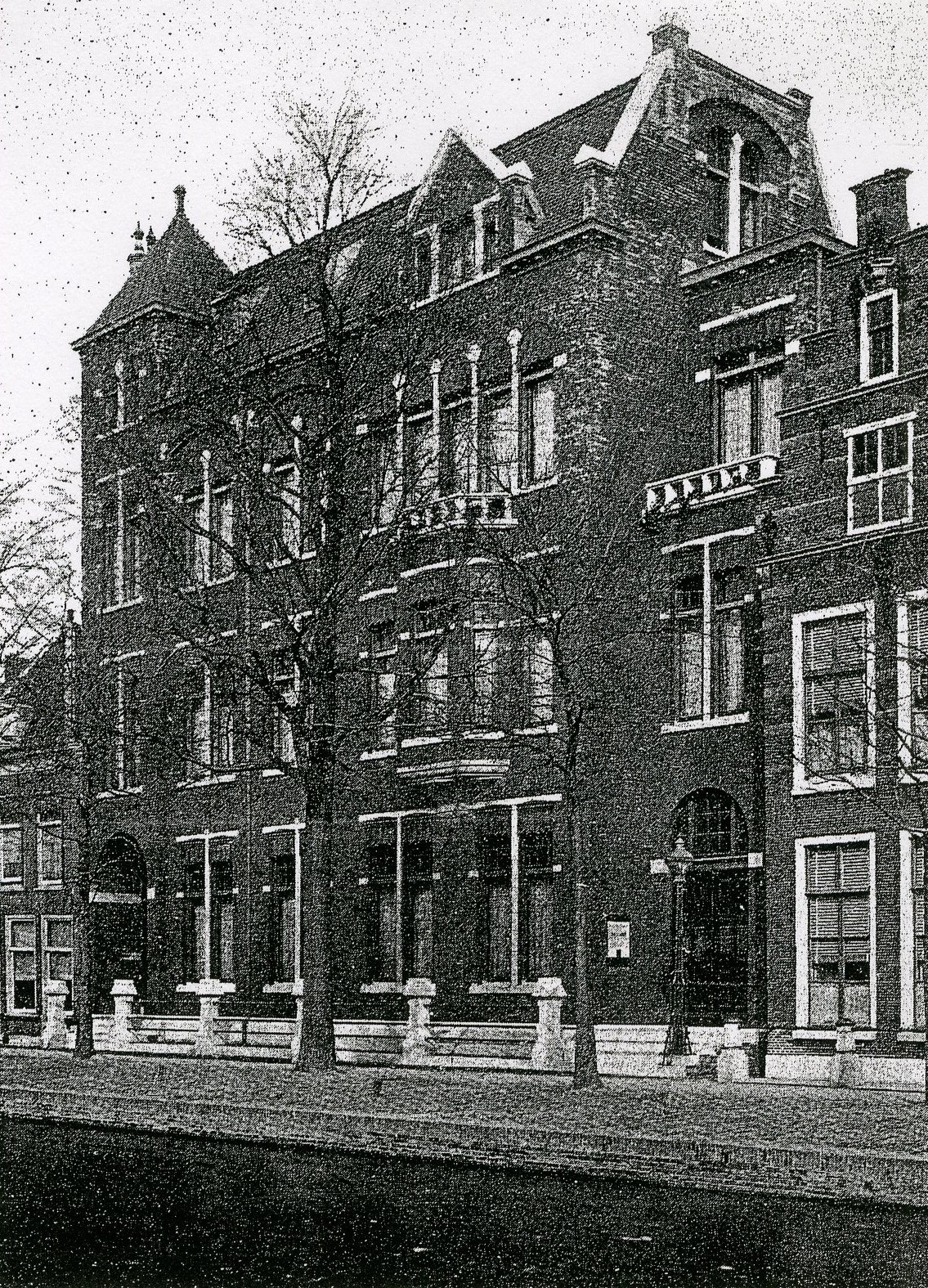
Het Volkshuis in 1915

In 1897 was Stichting Het Volkshuis opgericht op initiatief van drie hoogleraren van de Leidse Juridische faculteit met als doelstelling "de verhoging van ontwikkeling, beschaving en levensgeluk onder de arbeidende en daarmee gelijk gestelde klassen in Leiden".
De stichting gaf W.C. Mulder opdracht voor het ontwerp van het Volkshuis, de bouw hiervan werd in 1899 voltooid. Het Volkshuis was één van de eerste instellingen in Nederland die het clubhuiswerk invoerde en daarmee de basis legde voor het sociaal-culturele vormingswerk. Emilie Knappert was de eerste directeur van Het Volkshuis. Zij werd in 1915 opgevolgd door Hillegonda Funke.
Het secretariaat van de in 1917 in Leiden opgerichte Stijlgroep was van 1917 tot 1919 gevestigd in het Volkshuis.
Er werden schaakcursussen gegeven en vanaf 1919 gebruikte het toenmalige Leidsche Volksschaakclub een lokaal.
In 1924 werd naast de entree aan de Apothekersdijk een gedenksteen ter viering van het 25-jarige bestaan van het Volkshuis geplaatst.

## Omschrijving gebouw
De opening vond plaats in oktober 1899 en werd destijds al aangezien voor monumentaal gebouw.
Het gebouw bestaat in de 21e eeuw nog steeds uit twee bouwlichamen die op de begane grond met elkaar zijn verbonden. In het deel dat grenst aan de zuidelijk gelegen Apothekersdijk bevinden zich de ruimtes waar cursussen en voorstellingen werden gegeven. In het deel aan de noordelijk gelegen Haarlemmerstraat bevinden zich op de begane grond winkels en op de verdiepingen woningen. Het Volkshuis maakt deel uit van het beschermd stadsgezicht. De delen zijn boven een hardstenen plint in rode verblendsteen opgetrokken over drie bouwlagen onder afgeknotte zadeldaken met overstekende goten op klampen.
Tijdens een verbouwing in de periode 1987-1995 is zowel het interieur van het deel aan de Apothekersdijk als dat aan de Haarlemmerstraat gewijzigd. Aan de buitenkant is dit slechts te zien aan de toegevoegde rolstoelopgang aan de Apothekersdijk en de dakvensters in het dak aan de Haarlemmerstraat. Verder is het balkonhek van de erker aan de Apothekersdijk verdwenen. Inwendig zijn de woningen boven de winkels aan de Haarlemmerstraat omgebouwd tot appartementen. De keukens en kamers achter de winkels zijn met de winkels samengevoegd. Hoewel een groot deel van het interieur aan de Apothekersdijk is gemoderniseerd zijn in de verkeersruimten en de grote zaal nog oorspronkelijke elementen bewaard gebleven.

### Toegangen tot het gebouw

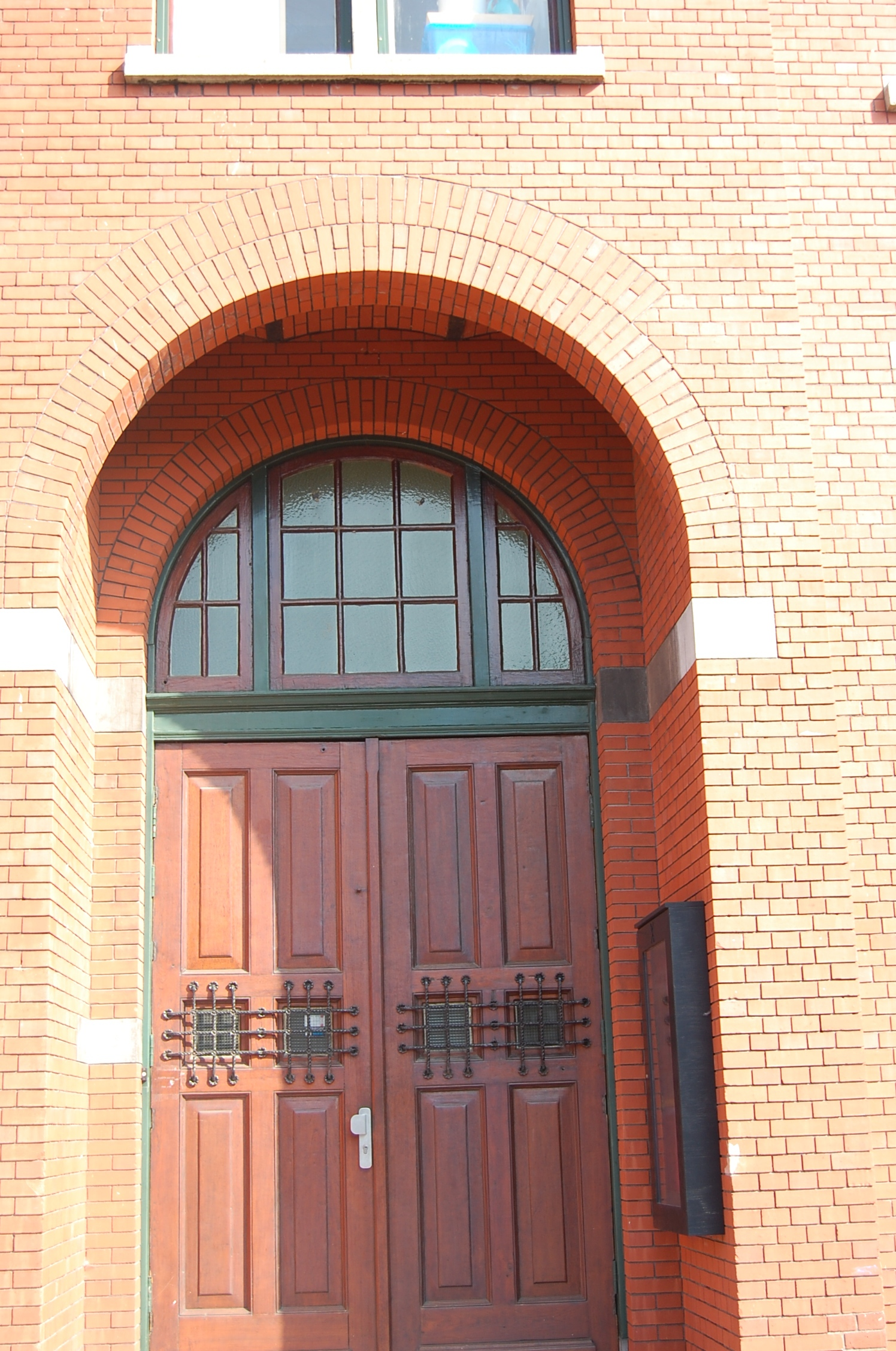
Linkertoegang aan de Apothekersdijk

Aan de Apothekersdijk zitten twee ingangen, waarvan een de hoofdingang tot het gebouw functioneert. De ene ingang zit onder een rondboog en de andere in een rondboogvormig portiek. Aan de Haarlemmerstraat bevindt zich een enkele ingang in een rondboogvormig portiek tussen de etalagepuien. In het boogvormige latei boven de ingang staat 'Volkshuis' vermeld. Onder de rondboog en in de ingangsportieken zitten dubbele houten paneeldeuren met ruitjes, dievenijzers en rondboogvormige bovenlichten met geslepen glas en een roedenverdeling.

### Gevel Apothekersdijk
Aan de Apothekersdijk is het dak gedekt met leien in maasdekking, aan de Haarlemmerstraat met rode bouletpannen. In contrast met de rode baksteen zijn de waterdorpels, aanzetstenen, lateien, deklijsten, balustrades uitgevoerd in hardsteen. Het onregelmatige karakter van de gevels is versterkt door het gebruik van risalieten, geveltoppen en torentjes die door de goot heen breken, erkers en balkons. De rechtgesloten vensters met meerruits bovenlichten onder hardstenen lateien zijn verschillend van maat.
Boven de lateien zitten gemetselde segmentbogen en er zijn vensters onder rondbogen en segmentbogen. In de gevel zijn een groot aantal vensters gekoppeld door een hardstenen middenstijl, waardoor kruisvensters ontstaan.
Geheel links in de gevel aan de Apothekersdijk bevindt het ingangsportiek zich in een torenachtig risaliet onder een tentdak met piron. De twee vensterassen rechts daarvan liggen terug onder segmentbogen, met lichte hoefijzerbogen rond de bovenlichten op de tweede verdieping. Midden in de dubbele vensteras daarnaast een driezijdige erker met een hardstenen bodem. Op de tweede verdieping zitten rondboogvensters en daarboven een hoger opgetrokken tuitgevel waarin een drielicht met hardstenen zuiltjes. Dekstenen zijn hardstenen ezelsruggen. De meest rechtse vensteras is ver teruggerooid. Op de begane grond zit een ingangsportiek. De tweede verdieping ligt verder terug waardoor op de eerste verdieping een balkon met hardstenen balustrade ontstaat. Deze vensteras is plat gedekt. In de eindgevel van het afgeknotte zadeldak bevindt zich een rondboogvormig tweelicht onder een segmentboog en op de hoeken zitten uitstekende lisenen met hardstenen dekstenen.

### Gevel Haarlemmerstraat
De gevel aan de Haarlemmerstraat is geleed door lisenen die de etalagepuien van elkaar scheiden. Boven de vier rechter etalagepuien zitten drie vensterassen. Links daarvan is het ingangsportiek in een torenachtig risaliet. Geheel links in de gevel bevindt zich een etalagepui onder twee vensterassen. Een hardstenen waterlijst tussen de etalagepuien en vensters. De torenachtige risaliet in de tweede as en de geveltop boven de vierde as van links zijn identiek aan die aan de Apothekersdijk. De lisenen zijn op de begane grond uitgevoerd in hardsteen en afgesloten door een halve ezelsrug. De daarboven gemetselde delen eindigen boven de goot in hardstenen ezelsruggen. Er zitten enkele speklagen in de lisenen en in twee lisenen zijn vergaarbakken met hardstenen uilenkoppen verwerkt, waarop de regenwaterafvoer aansluit.
De etalagepuien zijn opgebouwd uit een glasdeur tussen twee etalages, onder een groot meerruits bovenlicht met geslepen glas. Aan weerszijden afgesnoten muurdammen van rode porfier, erboven een segmentboog van gele verblendsteen. De plint onder de etalageruiten is afgeschuind. Het ingangsportiek is omlijst door hardstenen pilasters met gestileerde kapitelen en diamantkoppen en daarboven bevindt zich een segmentboog met de inscriptie 'Volkshuis'.
De portiek met een hardstenen vloer is afgesloten door een tweevleugelig hek, met daarboven smeedijzeren bloemen en een lantaarn. Boven de portiek zijn samengestelde segmentboogvensters. Geheel links op de tweede verdieping vensters onder segmentbogen op penanten. In de vierde geleding een rechthoekige erker met daarop een uitkragend balkonhekje en daarboven een segmentboogvenster. Geheel rechts bevindt zich een vierkante torenopbouw onder een tentdak met leien en piron, met aan weerszijden een hardstenen balustrade.

### Interieur
In het deel aan de Apothekersdijk zijn met name in het trappenhuis, de gangen en de grote zaal oorspronkelijke elementen bewaard gebleven. In het trappenhuis bevinden zich onder meer zandstenen kolommen met afgesnoten hoeken en gestileerde sokkels en kapitelen; smeedijzeren traphekken en gepleisterde wanden met schijnvoegen in zandstenen lijsten met segmentbogen. Op de eerste verdieping is nog een ingebouwde servieskast. Op de gangen zijn paneeldeuren in oorspronkelijke deurposten, met op de begane grond een hardstenen vloer.
In de hal achter de ingang aan de Haarlemmerstraat zit lijstwerk op het plafond. Op de eerste en tweede verdieping bevindt zich de grote zaal. De ingang van de zaal is op de eerste verdieping, de ingang van de balkons op de tweede. In de zaal zijn betimmeringen met panelen waarin segmentbogen zitten, een cassetteplafond, een parketvloer, podium, en balkons op gietijzeren zuilen.
Van de oorspronkelijke indeling aan de Haarlemmerstraat (winkel met daarachter winkelkamer en keuken op de begane grond - kamers en slaapkamers op de verdiepingen erboven) zijn alleen elementen in de hal en gangen overgebleven: onder andere stucplafonds, trapleuningen en de natuurstenen trappen.